# Säntispark
Der Säntispark in Abtwil in der Schweiz ist ein Einkaufszentrum mit Hotel und Spassbad.

## Geschichte
Der Säntispark wurde 1986 eröffnet. Insgesamt investierte die Genossenschaft Migros St. Gallen ca. 100 Millionen Franken in den Park, der 250 Arbeitsplätze bietet. Das Einkaufszentrum bietet über 15 Geschäfte und ein Kinderparadies über zwei Verkaufsebenen. Es verfügt über 780 Parkplätze (zwei mit Ladestation für Elektroautos) und gedeckte Abstellplätze für Velos. Im 4-Sterne-Hotel des Säntisparks werden auch themenbezogene Familienzimmer angeboten. Im Jahr 2022 verkaufte die Genossenschaft Migros Ostschweiz das Hotel an die Fortimo AG. Deren Tochtergesellschaft, die Revier Hospitality Group, will das Hotel nach umfassenden Renovationsarbeiten im Mai 2025 unter dem Namen Revier Hotel Säntispark neu eröffnen.

## Wasserpark
Der Wellnessbereich des Säntisparks bietet drei unterschiedliche Typen von Wellness an: Römisch-Irisches Bad mit 12 Stationen, privaten Spa und Massagen. Die „Badewelt“ beinhaltet normale Bäder, Solebäder, Whirlpools, Rutschen und eine Kinderbadewelt.